# Benkara forrestii
Benkara forrestii är en måreväxtart som först beskrevs av John Anthony, och fick sitt nu gällande namn av Colin Ernest Ridsdale. Benkara forrestii ingår i släktet Benkara och familjen måreväxter. Inga underarter finns listade i Catalogue of Life.